# Zelotibia fosseyae
Zelotibia fosseyae Nzigidahera & Jocqué, 2009 è un ragno appartenente alla famiglia Gnaphosidae.

## Etimologia
Il nome della specie è in onore dell'etologa Dian Fossey (1932-1985) che studiò per molti anni il comportamento dei gorilla di montagna nel Parco Nazionale dei Virunga (Ruanda).

## Caratteristiche
L'olotipo femminile rinvenuto ha lunghezza totale è di 5,20mm; la lunghezza del cefalotorace è di 2,00mm; e la larghezza è di 1,60mm.

## Distribuzione
La specie è stata reperita in Burundi centrale: l'olotipo femminile è stato rinvenuto nel Parc National de la Kibira, nel comprensorio del monte Musumba, appartenente alla provincia di Bubanza.

## Tassonomia
Al 2016 non sono note sottospecie e dal 2005 non sono stati esaminati nuovi esemplari.